# Pityriasis gymnocephala
El gimnocéfalo (Pityriasis gymnocephala) es una especie de ave paseriforme, miembro único del género Pityriasis y único también de la familia Pityriaseidae. Es endémico de Borneo.
Es un ave medianamente grande, de 25 cm, negra con la cabeza roja y amarilla. Las hembras también tienen algo de rojo en las alas. Tiene el pico ganchudo, negro, macizo y pesado, y la cola corta. En la coronilla tienen proyecciones como de ejes de plumas desnudas, cortas y coloridas, razón por lo que esta especie recibe el nombre de “cabecierizado”.
Se encuentra en los pantanos y bosques de tierras bajas. Se alimenta de insectos y otros pequeños invertebrados y reptiles. Es una especie ruidosa que hace una variedad de sonidos no musicales.
El parentesco de esta especie ha sido controvertido.

## Referencias

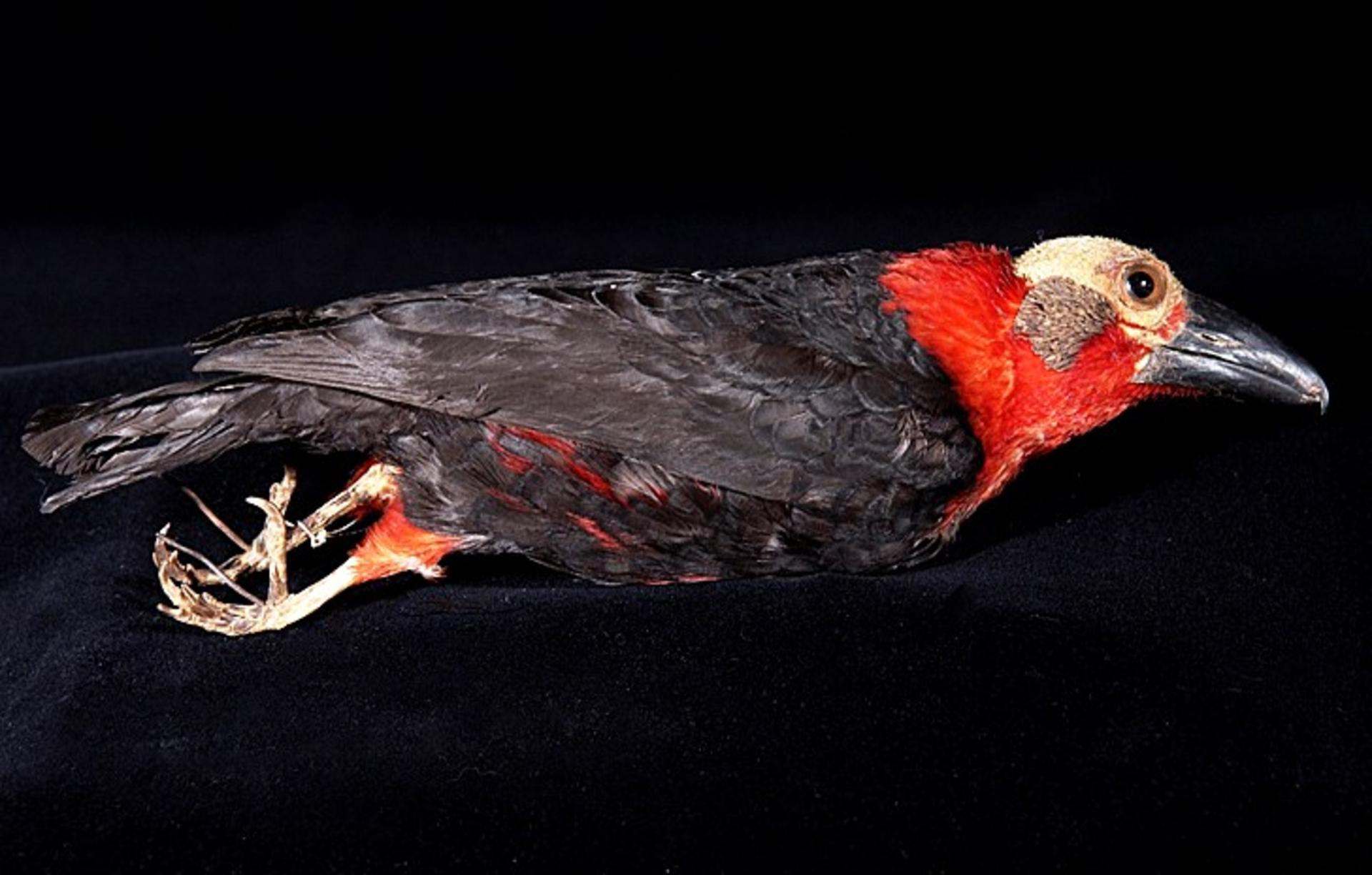
Espécimen de museo desde antes de 1880